# Carbonne
Carbonne (occitan: Carbona) é uma comuna francesa localizada no departamento da alta Garona, na região dos Médios Pirenéus.
O santo padroeiro da cidade é São Lourenço.